# Hope Nicholson
Hope Nicholson   (Winnipeg, 1986) és una productora audiovisual, historiadora i ex editora de còmic canadenca, organitzadora també del Prairie Comics Festival i de Geek Girls Social Nights.
Aficionada al còmic des de jove —especialment de la franquícia independent Elfquest i de Marvel, però també de DC i de First Comics—, entre 2006 i 2007 Nicholson descobrí l'existència de personatges de l'Edat Daurada dels còmics canadencs com Nelvana of the Northern Lights (la primera superheroïna canadenca), dels quals hagué de buscar informació ja que només n'apareixia el nom en un llibre d'història o, en el cas d'altres publicats fora de Toronto com Brok Windsor (Vancouver) o Canada Jack (Mont-real), ni tan sols eixien nomenats.
Després d'anys d'investigació, Nicholson no havia reeixit a vendre el seu projecte d'un documental sobre el tema, però en assabentar-se que n'hi havia un altre en realització, Lost Heroes, contactà amb l'equip i els informà que no només tenia un arxiu ingent sobre la indústria canadenca del còmic superheroic, sinó que a més en posseïa els drets, per la qual cosa la llogaren com a productora associada.
Durant la producció, a l'octubre del 2013 Nicholson i una altra historiadora i arxivera, Rachel Richey, llançaren un projecte de micromecenatge en la plataforma Kickstarter per a reeditar l'obra completa de Nelvana d'Adrian Dingle en un volum recopilatori.
El 2014 fundà el segell editorial Bedside Press a Winnipeg per a reeditar còmics de la dècada del 1940 com Nelvana o Brok Windsor.
El 2015 mamprengué el micromecenatge de The Secret Loves of Geek Girls, una antologia de còmic femení amb autores de diferents edats, orígens i preferències sexuals, publicada el 2016, entre les quals l'escriptora Margaret Atwood:
el mateix any, instal·lada a Toronto, tornà a la Universitat de Winnipeg per a oferir una conferència amb el títol de Disposable Nonsense or Cultural Artifacts? The Importance of Comics Preservation in Canada, sobre la conveniència d'arxivar els còmics com a documents històrics, dels mètodes de recerca i de l'ús de Kickstarter per a l'autopublicació;
també treballà com a editora consultiva en una sèrie superheroica d'Atwood per a Dark Horse Comics, Angel Catbird.
El 2017 Quirk Books li publicà l'assaig de dos-centes quaranta pàgines The Spectacular Sisterhood of Superwomen: Awesome Female Characters from Comic Book History, en el qual fa una antologia no exhaustiva de cent publicacions, entre la dècada del 1930 fins a la data, de la dona en el món del còmic: autores, títols i el context en què aparegueren o desaparegueren personatges coneguts com Barbarella i Dazzler o seminals, com la fotògrafa afroamericana Friday Foster, la periodista Pauline Peril, la superheroïna huró Starlight o Survivalwoman, d'Atwood.
El 2019, gràcies a l'amistad amb Atwood, Bedside reedità la novel·la Work for a Million d'Eve Zaremba, a més d'una adaptació en còmic a càrrec d'Amanda Deibert i Selena Goulding: l'obra original, publicada el 1986, és la segona protagonitzada pel personatge de Helen Keremos, la primera investigadora privada obertament lesbiana de la literatura canadenca; ambdós edicions foren microfinançades de nou mitjançant Kickstarter.
A les acaballes del 2018, l'escriptor Tres Dean publicà un article en el HuffPost en el qual reconeixia que havia sigut víctima d'una agressió sexual d'una companya del gremi, sense desvelar-ne el nom:
un any més tard, Nicholson confesà en Twitter que ella havia sigut l'agressora i que havia patit depressió reactiva d'ençà de l'article de Dean;
als pocs dies, també anuncià que liquidava Bedside i que buscaria altres editorials per a l'obra ja publicada o prevista.